# Jack Schwartzman
Jack Schwartzman (New York, 22 juli 1932 – Los Angeles, 15 juni 1994) was een Amerikaans filmproducent. De bekendste film die hij produceerde was Never Say Never Again.